# Fort van Vaux

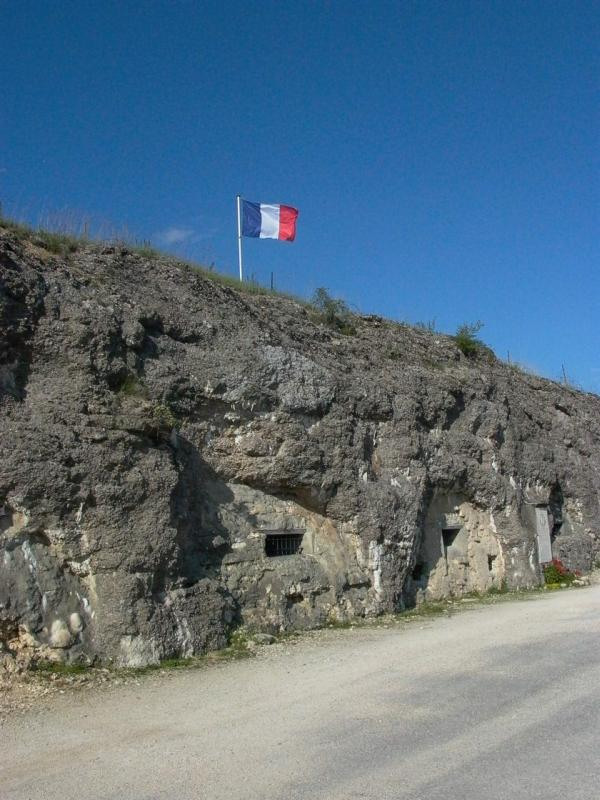
Fort Vaux

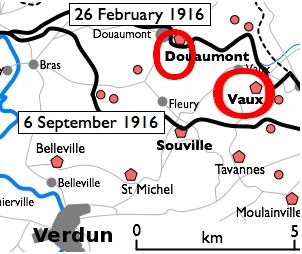
Verdediging van Verdun

Het Fort van Vaux is een fort gelegen te Vaux-devant-Damloup in de buurt van Verdun in Maas. Het fort werd gebouwd van 1881 tot 1884 onder het Séré de Rivières-systeem en werd versterkt in 1888. Het fort werd tijdelijk ontwapend in 1915 door een besluit van de Franse generale staf dat eveneens Fort Douaumont ontwapende.
Het Fort van Vaux is tijdens de Slag om Verdun tijdens de Eerste Wereldoorlog symbool geworden voor soldaten die hun plicht vervulden tot het ultieme offer. Het was een vesting waarvan de voornaamste bewapening (de 75 mm-koepel) onbruikbaar was geworden door een inslag van een 420 mm granaat (Dikke Bertha) die de koepel volledig vernielde in februari 1916. In de periode van 2 tot en met 7 juni 1916 kon het fort weerstand bieden aan de 50e Duitse divisie, dankzij de heldenmoed van het garnizoen onder bevel van majoor Sylvain Eugène Raynal. Na zeer zware gevechten werd het fort bestormd en slaagden de Duitsers erin de bovenbouw te bezetten, waarna het fort werd veroverd. In november 1916 werd het fort heroverd door de Fransen.

## Geschiedenis
Na de Frans-Duitse Oorlog van 1870 waren de Fransen overtuigd geraakt dat alleen een offensieve strategie met een opmars naar de Rijn succesvol kon zijn tegen de Duitsers. In 1872 werd een “Comité de Défense" geïnstalleerd dat de strategie moest uitwerken. De commandant van het 2e Legerkorps Genie Raymond Adolphe Séré de Rivières was de secretaris van dit comité. Op zijn voorspraak werd gekozen voor een aanpak voortbouwend op de fortenstrateeg Vauban. Er werd een reeks steden (Verdun, Toul, Épinal, Belfort en natuurlijk Parijs) omringd met een ring van forten.
Rond Verdun werden een 15-tal forten en evenveel kleinere werken (ouvrages = schansen) gebouwd. De forten hadden een polygonale opbouw. De bouw van de forten die werden gebouwd in baksteen verliep in de periode van 1874-1882. De ontwikkelingen in het geschut allereerst de uitvinding van de getrokken loop, maar vervolgens met name krachtiger explosieven als picrinezuur (ook wel meliniet genoemd) dwong al snel tot modernisering van de forten. Deze ontdekking maakte namelijk explosieve granaten mogelijk die een vernietigende uitwerking hadden op bakstenen versterkingen. De ontwikkeling van beton maakte echter een effectieve bescherming van de forten mogelijk. De Fransen besloten dus tot versterking met beton. Deze versterking werd aangebracht in de periode 1885 met speciaal beton en vanaf 1897 ook met gewapend beton.

## Fort

### Opbouw
Het Fort van Vaux is kleiner dan Fort van Douaumont. Het fort past in de verdedigingsgordel rond Verdun ontworpen door Séré de Rivières. Het fort heeft een voor die tijd kenmerkende opbouw in trapeziumvorm (voorfront 140 m, basisfront 180 m, zijfronten 90 m). Het ligt op een hoogte van 351 m. Het fort is volledig omgeven door een droge gracht. Het werd gebouwd tussen 1881 en 1884. Door de ontwikkelingen in het geschut, was na de bouw een continue modernisering nodig.
Zo werden de aanvankelijk aan de binnenzijde van de gracht geplaatste caponnières vervangen door aan de buitenzijde geplaatste. Het aanvankelijk binnenhof werd ontmanteld. Tussen 1904 en 1906 werd het fort verder gemoderniseerd en een koepel gewapend met het Canon 75-Model 1897 geïnstalleerd. Bij het Fort van Vaux werd ook een (niet gewapende) betonnen overkapping aangebracht vanaf 1888. Proeven met het toenmalige geschut met granaten van 155 en 220 mm had de noodzaak tot een betonnen overkapping aangetoond. Het beton had een samenstelling van kiezel:zand:cement in de verhouding 3:1:2,4, ofwel ca. 36½ % cement, veel hoger dan de Belgische forten.. De dikte van de betonnen overkapping bedroeg 2,5 m. De Fransen goten het beton in lagen van 45 cm kort na elkaar, waardoor het beton een optimale sterkte had.
Aan het begin van de Eerste Wereldoorlog geloofde de Franse generale staf niet langer in vaste vestingwerken, omdat men dacht dat alleen de aanval de overwinning kon brengen. De vernietiging van de sterke Frans-Belgische forten in de Maasstreek in 1914 door de reusachtige Duitse mortieren en slimme desinformatie versterkten dit idee. De Duitsers hadden zelfs opnamen in scène gezet van Fort Manonvillers. Met dynamiet maakten ze zogenaamde inslagkraters en ze vernielden delen van het fort, waardoor het leek of de geschutinslagen een groter effect hadden dan in realiteit.
Daarom heeft de generale staf op 15 augustus 1915 een decreet ondertekend dat opdracht gaf tot intrekking van de garnizoenen, wapens, munitie en voedsel in de forten. Er werden springstofladingen geplaatst om de forten eventueel op te blazen. Dat deze desinformatie succesvol was, is verbazingwekkend. De Belgische forten in de Maasstreek (zoals Fort Loncin dat door een voltreffer met een 42 cm granaat op het munitiedepot werd uitgeschakeld) hadden een veel zwakkere bepantsering, namelijk niet-gewapend beton dat ook qua betonsamenstelling anders was dan de Franse forten. De Belgische forten hadden een lager cementgehalte dan de Franse forten. Door het gebruik van een hoog gehalte aan kiezel in de Belgische forten was deze vaak uitgezakt, waardoor de samenstelling van het beton onregelmatig was. Ook was het Belgische beton in lagen van ca. 20 cm aangebracht, die vaak met grote tussenpauzen waren aangebracht. Bij de Franse forten had de fabricage in veel dikkere lagen plaatsgevonden met korte tussenpauzen, zodat het eigenlijk vergelijkbaar was met in een keer gegoten beton. Het gebetonneerde kruitmagazijn van Fort Souville is zelfs thans nog in goede conditie, ondanks 40.000 granaten van alle kalibers die op het fort kwamen.
De naoorlogse conclusie was dat de forten beter dan de meest optimistische verwachtingen weerstand hadden kunnen bieden.

### Bewapening

#### De 75 mm-koepel
Het fort bevat een van deze koepels. De koepels waren gebaseerd op het Canon 75-Model 1897. Dit werd ingekort (Canon 75 raccourci mle 1905) en geplaatst in een koepel met een doorsnede van 2,9 m. Deze koepels waren productierijp in 1905. De koepel had twee van deze kanonnen. De loop had een lengte van 1,55 m. De reikwijdte was bijna 5 km. De toren kon tot 20 schoten per minuut afvuren. De koepel had een gewicht van 85 ton. Het bovenpantser was staal met 30 cm dikte. De zijwanden waren 15 cm dik. Het door gewapend beton afgedekte voorpantser van de koepel was 30 cm dik. Het schieten van de koepel werd ondersteund door een drietal gepantserde observatieklokken.

#### Verdere bewapening
Naast de koepel beschikte het fort over een viertal 75 mm kanonnen op affuit in de twee Bourges-kazematten. Dit waren kanonnen van het type Canon 75-Model 1897, hetzelfde kanon als in de koepel maar niet met ingekorte loop. Het bereik was met 6900 m, twee kilometer verder dan het ingekorte model in de koepel (4680 m). In 1916 werden deze kanonnen vervangen door Hotchkiss-mitrailleurs.

## Eerste Wereldoorlog

### Duitse aanvalsplannen
Na de start van de Eerste Wereldoorlog maakten de Duitsers aanvankelijk snelle vorderingen. De Belgische forten rond Luik en Antwerpen waren niet gefabriceerd uit gewapend beton, maar uit ongewapend beton, dat door een laag cementgehalte vrij zwak was. Ze werden gemakkelijk uitgeschakeld door het zware Duitse geschut, dat bovendien door lange draagwijdte van de granaten buiten het schootsveld van de forten kon worden opgesteld.
De Duitsers konden vrij snel de IJzerlinie bereiken in West-Vlaanderen, waar het Belgische leger –  steeds verder ondersteund door Britse troepen – kon standhouden. De Opperste Duitse legerleiding beschouwde het als een van de voornaamste doelstellingen om Groot-Brittannië te verdrijven. De oorlog tegen Italië en Rusland werden als minder belangrijk beschouwd.
Omdat de legerleiding inschatte in West-Vlaanderen moeilijk te kunnen winnen, zocht men andere oorlogsdoelen. Ervan uitgaande dat Frankrijk aan het einde van zijn krachten zou zijn, werd besloten tot Verdun als aanvalsdoel. Die keuze was ook ingegeven doordat Metz na zijn verovering in 1870 door de Duitsers tot vestingstad was versterkt.
De Duitse opperbevelhebber Erich von Falkenhayn wilde de Fransen verder uitputten. Omdat de Fransen met hun forten rond Verdun zich zwaar versterkt hadden, zouden de Duitsers alvorens aan te vallen massale beschietingen uitvoeren. Binnen de Duitse legerleiding waren er echter verschillende opvattingen over de doelstelling van de aanval bij Verdun. Falkenhayn wilde de Fransen uitputten. De Kroonprins (opperbevelhebber van het 5e Leger) wilde Verdun veroveren door aan beide zijden van de Maas aan te vallen in plaats van alleen aan de Oostkant en generaal Von Knobelsdorf (stafchef van het 5e Leger) wilde snel doorstoten richting Parijs.
Al in september 1914 waren er al gevechten rond Verdun geweest. De Duitsers hadden Saint-Mihiel (35 km ten ZZO van Verdun) veroverd en daarmee vaste voet gekregen in de nabijheid van Verdun.

### Slag om Verdun

#### Februari – maart 1916
De gevechten om Fort Vaux zijn een onderdeel van de Slag om Verdun. Deze begint op 21 februari 1916 met een beschieting door 1220 stukken geschut op de stellingen bij en om de stad Verdun. Na een ongeveer negen uren durende beschieting, rukten om 17:00 uur de Duitse troepen op allereerst om te verkennen en het gebied gereed te maken voor verovering. Het 7e Reservekorps rukte verder op richting Bois d'Haumont, dat het na vijf uur gevechten kon veroveren. De Franse weerstand bleef ondanks de massale beschieting veel hardnekkiger dan verwacht.
Op 22 februari zetten de Duitsers hun aanval voort en veroverden het dorp Haumont en de bossen Bois de Brabant en Bois de Champneuville.
Op 23 februari volgden hevige gevechten om de dorpen Wavreville, Samogneux en Brabant.
Op 24 februari zetten de Duitsers hun offensief voort en slaagden erin aanzienlijke voortgang te boeken door de verovering van Beaumont en de dorpen Brabant, Wavreville, Samogneux. Verder bezetten de Duitsers de heuvel 344 en de bossen Caures, Chaumes en Wavreville.
Op 25 februari 1916, vielen de Duitsers in de richting van Fort Douaumont aan om hun linies tot ongeveer 600 m van het fort te brengen. De Duitsers veroverden na bittere gevechten dorp Louvremont en laat op de dag ook het dorp Bezonvaux. Verrast door de rust die bij het fort heerste, slaagden zij erin om af te dalen in de gracht en in de galerijen. De 57 militairen die het fort bezet hielden, werden gevangengenomen. Het verlies van het fort, een sterk belangrijk steunpunt en uitkijkpost, had grote morele en materiële gevolgen. De Duitsers begonnen onmiddellijk met het organiseren van de verdediging van Fort Douaumont. Op de avond van 25 februari, zijn er 19 officieren en 79 onderofficieren en soldaten van vijf verschillende eenheden om Douaumont te bezetten. Het fort werd de ruggengraat van de Duitse verdediging op de rechteroever van de Maas (de buurt van Fort de Vaux).
Direct na de val van Fort Douaumont werd de bevelhebber van het Tweede Franse Legerkorps generaal Pétain benoemd tot bevelhebber van het Franse leger bij Verdun. Pétain gaf bevel tot een oorlogsvoering met kleine offensieven met ondersteuning van de artillerie. Hij streefde ernaar de Duitsers uit te putten. Pétain zag in dat de beperking van het Duitse offensief tot de rechter Maasoever (in plaats van over beide oevers) de Fransen de gelegenheid bood vanaf de linker Maasoever de Duitsers met artillerie te bestoken. Hiertoe werden 10 batterijen 155 mm geschut geplaatst.
Daarnaast beveiligde Pétain de enige aanvoerroute naar Verdun vanuit Bar-le-Duc en voerde hij een systeem in met korte frontinzet en veelvuldige wisseling van de fronttroepen.
Kort na de verovering van Fort Douaumont vielen de Duitsers aan richting van het dorp Douaumont.
Tussen 27 februari en 2 maart waren er hevige gevechten. De Duitse infanterieregimenten 24 en 105 werden door de Fransen met zware verliezen teruggeslagen. Op 2 maart hadden de Duitsers het dorp Douaumont bezet. Al op 27 februari had het Duitse opperbevel aan het 5e reservekorps de verovering van Fort Vaux bevolen. De aanval verliep moeilijk doordat de Duitsers ook vanuit het dorp Vaux, het Caillettewoud en vanaf de linker Maasoever onder vuur werden genomen. Op 8 maart waren de Duitsers opgerukt tot 250 m van Fort Vaux. Op 9 maart werd een vals bericht verspreid dat de Duitsers Fort Vaux hadden ingenomen. Toen de onjuistheid bekend werd probeerden de Duitsers met enkele stormaanvallen alsnog het fort te veroveren, maar werden echter met zware verliezen teruggeslagen.
Om de continue beschieting door het Franse geschut vanuit de westelijke Maasoever een halt toe te roepen, hadden de Duitsers al op 6 maart op de westoever het offensief ingezet. Het terrein is daar veel vlakker dan op de oostoever. De 22e Duitse reservedivisie voerde deze aanval uit. Op 7 maart slaagden de Duitsers erin om de dorpen Regneville en Forges en de heuvels Cote de l'Oie en Cote de Poivre te veroveren. Ook op 7 maart rukten de Duitsers ook op in de richting van de Heuvel 304 en de heuvel Le Mort Homme. Op 14 maart slaagden zij erin deze heuvel te veroveren. Op de rechter Maasoever slaagden de Duitsers er in maart niet in veel vooruitgang te boeken, ondanks massale offensieven. De Franse verdediging met de schans Thiaumont en Fort Souville slaagden erin de offensieven een halt toe te roepen.

#### April 1916
In de loop van april trachtten de Duitsers met name op de westoever op te rukken, echter zonder veel resultaat. Belangrijk was de vervanging van Pétain door generaal Nivelle, die in lijn met het Franse opperbevel (Joffre) een meer offensieve strategie voorstond. Pétain kreeg het bevel over het centrale Franse legerkorps, feitelijk een wegpromoveren. De Franse legerleiding had met de Engelsen een aanval in de Sommestreek afgesproken. Hiervoor moesten troepen bij Verdun worden vrijgemaakt.

#### Mei 1916
Medio mei slagen de Duitsers er uiteindelijk in om de heuvel Mort Homme en Cote 304 te veroveren. Op 8 mei gebeurde er een ramp in Fort Douaumont: een explosie van het munitiemagazijn die aan ca. 800 Duitse soldaten het leven kostte. 
Geïnspireerd door deze ramp besloot generaal Nivelle tot een poging tot herovering van Fort Douaumont. Generaal Mangin kreeg het bevel over de aanval. Op 17 mei begon deze met een aantal dagen zware beschietingen. Op 22 mei begon de eigenlijke aanval. De Fransen slaagden erin om delen van het fort te bezetten, hetgeen Mangin aanleiding gaf om aan Nivelle te melden dat het fort in Franse handen was. Na aanvankelijke verliezen boden de Duitsers hardnekkige tegenstand. Na twee dagen gevechten zetten de Duitsers zware mortieren in en konden zij de Fransen in de rug aanvallen, waarbij meer dan 500 Fransen krijgsgevangen werden gemaakt;
Verdere Duitse versterkingen in de vorm van het Eerste Legerkorps, betekenden het mislukken van de Franse aanval. De Duitsers slaagden er verder in de heuvelrug Thiaumont te bezetten.

### Aanval op Fort Vaux
Toen op 24 februari het bevel werd gegeven tot voorbereiding van ontruiming van de rechteroever van de Maas, werden dynamietladingen geplaatst om het fort op te kunnen blazen op elk gewenst moment. Maar twee dagen later sloeg een granaat van 420 mm in op het fort en vernietigde de ruimte waar dynamietladingen waren opgeslagen. Een andere granaat – eveneens op 26 februari – sloeg met een zware explosie in op de koepel van 75 mm, waardoor Fort Vaux beroofd werd van zijn enige koepel. De vier andere kanonnen van 75 mm, geplaatst in twee Bourges kazematten, waren verwijderd in 1915. Het garnizoen heeft deze vervangen door machinegeweren. Fort Vaux lag onder te zwaar Duits vuur om verder te herbewapenen.

#### Bemanning van het fort
Het Fort van Vaux stond in 1916 onder bevel van majoor Raynal (49 jaar), die de oorlog begon aan het hoofd van de 7e Algerijnse regiment infanterie. Hij was gewond aan de schouder door een kogel van een machinegeweer in september 1914, vervolgens ernstig gewond in december 1914, toen zijn hoofdkwartier zwaar werd geraakt door een granaat. Na tien maanden van hospitalisatie, keert Raynal terug aan het front op 1 oktober 1915, maar hij werd  opnieuw verwond in het been door granaatscherven. Een paar dagen later wordt hij bevorderd tot Officier van Legioen van Eer. Nog steeds herstellende aan het begin van 1916, loopt hij alleen met moeite en de oorlog lijkt voorbij voor hem. Vervolgens kondigde de minister van Oorlog aan dat militairen die niet kunnen dienen in de frontlinie als gevolg van hun verwondingen, kunnen worden aangesteld voor het commando van forten. Als vrijwilliger, wordt Raynal gevraagd om te dienen in Verdun, waar de Duitsers zijn begonnen met hun offensief.
Raynal treedt in functie op 24 mei 1916, op het moment dat de Franse infanterie vasthoudt aan een lijn van loopgraven voor Fort Vaux, maar alleen om een nachtelijke verrassingsaanval te voorkomen omdat overdag de positie onhoudbaar is. Het fort zelf wordt bezet door de 6e compagnie van het 142e Infanterie Regiment (een compagnie van machinegeweren) en een detachement van artilleristen en genie zijnde 250 man. Naast deze bezetting, heeft ook een aantal soldaten van het 101e Regiment Infanterie en 142e Regiment toevlucht gezocht in het fort nadat het Duitse offensief hen heeft verdreven uit hun posities. Dit geldt ook voor de 53e compagnie (machinegeweer) die Raynal met de toestemming van hun commandant in het fort houdt.
Als Vaux uiteindelijk is omsingeld op 2 juni 1916, beschikt Raynal over meer dan 500 man, vier duiven, en een Engelse cockerspaniël met de naam van "Quiqui" die behoort aan een van de ingenieurs. Er is niet veel voedsel, maar de watervoorraad is verzekerd door een tank van 5000 liter.

#### Val van het fort
Op 1 juni bezetten de Duitsers het Caillettewoud en rukten op in het Bois de Fumin en op het terrein van het Fort van Vaux. Omdat de Duitsers in hun flanken beschermd waren, plande men een directe aanval op het fort, die al op 2 juni zou beginnen. Vanaf de avond van 1 juni begonnen de Duitsers met beschietingen met ca. 1500-2000 granaten per uur.
Op 2 juni om 4 uur 's morgens begon de aanval van de regimenten 39,53 en 158. Om 14.30 hadden de Duitsers de stellingen ten noordwesten van het fort R1 uitgeschakeld en R2 ingenomen. Na een korte gevechtspauze rukten de Duitsers verder op en bereikten de noordwesthoek van het fort, waarvan het geschut al was uitgeschakeld. Tegen de avond bezetten de Duitsers de bovenkant van het fort. De Duitsers probeerden via een opening in het dak binnen te dringen, slaagden er echter niet in een stalen toegangsdeur te doorbreken.
Op 3 juni hadden de Duitsers twee gangen veroverd, waarop verbitterde man-tegen-mangevechten volgden in de gangen van het fort. De Fransen hadden bovendien met tekort aan water te maken. Verder was het aantal Franse zwaargewonden veel hoger dan de ziekenzaal van het fort aankon. Stelling R1 hielden de Fransen nog steeds bezet. Een compagnie soldaten, die als vervanging moest dienen voor de bemanning van R1, bereikte de stelling, maar met slechts 18 soldaten die het overleefden van de 170.
Op 4 juni slaagden de Duitsers erin de hoofdgang verder te bezetten. Uitbraakpogingen van de Fransen werden door de Duitsers teruggeslagen. Majoor Raynal stuurde zijn laatste postduif, met een noodoproep ter ondersteuning. De duif stierf kort na aankomst en werd postuum geridderd.
Op 5 juni konden de Duitsers een gat in de gangmuur maken en konden de Fransen met vlammenwerpers aanvallen. Majoor Raynal beval het laatste water te verdelen onder de gewonden.
Inmiddels telde het fort naast de vele doden, 90 zwaargewonden.

#### Overgave
Op 7 juni 1916 om 6:00 ’s ochtends gaf Raynal bevel tot de overgave van fort Vaux.
Dagenlang aangevallen met vlammenwerpers, uitgeput, gewond, dorstig, zijn de overlevenden net echte spoken, aan wie de Duitsers hulde brengen. Raynal en zijn resterende 250 man mannen  worden in gevangenschap afgevoerd. De Duitsers verloren 2700 man. Commandant Raynal werd overgebracht naar het hoofdkwartier van de kroonprins, waar hij complimenten ontving voor zijn dappere weerstand. De kroonprins, niet in staat om het zwaard van de commandant Raynal te vinden, (dat hij niet kon hebben overgegeven omdat, toen hij gewond raakte, hij het zwaard thuis had gelaten om te voorkomen dat hij zou worden gehinderd met zijn wandelstok) gaf hem een Duitse pioniersdolk als teken van respect, en vervolgens een sabel.
Op 8 en 9 juni probeert generaal Nivelle met een tegenaanval het fort te heroveren met het 2e Regiment van Zoeaven, het 321e Régiment d'Infanterie en het Régiment Infanterie Coloniale van Marokko, terwijl zijn staf het niet eens was met deze aanvalspoging. De troepen konden nauwelijks hun uitgangspositie behouden in stromende regen die de granaatkraters vulde terwijl ze lagen onder een spervuur van 210 mm houwitsers van de 50e Duitse divisie. Een handvol Marokkanen slaagt erin om de gracht van het fort te bereiken en wat granaten te gooien, voordat ze neergemaaid worden door machinegeweren op de bovenbouw van het fort. Na tien dagen van verschrikkelijke gevechten, werd het 2e regiment Zoeaven teruggetrokken op 17 juni na het verlies van meer dan 850 man in de aanval.

### Veranderingen in het oorlogsverloop vanaf juni 1916
In de totale oorlog waren echter grote veranderingen opgetreden. De Duitse opperbevelhebber Falkenhayn wilde het offensief in Frankrijk voortzetten. Stafchef Hötzendorf had een groot offensief ingezet tegen de Italiaanse troepen bij het meer van Garda. Italië had zijn gevechtsklare divisies verhoogd van 36 naar 65. Doel van de Duitsers was om Italië snel te overwinnen. Daarnaast was Rusland op 4 juni aan het Oostelijk front begonnen met een groot offensief (het Brussilow offensief). Dit bracht aan de Oostenrijks-Hongaarse troepen zware verliezen toe, waarbij ruim 300.000 krijgsgevangenen werden gemaakt.
Om deze redenen werden vier Duitse divisies uit Verdun teruggetrokken. Desondanks wilde Falkenhayn het offensief voortzetten en de aanval richten op de forten Souville, het dorp Fleury en de schans Thiaumont en vervolgens ouvrage Froideterre, de laatste versterking voor Verdun. De Duitsers konden 30.000 man hiervoor inzetten en hoopten door fosgeengranaten te gebruiken snel resultaat te behalen. Het offensief begon op 21 juni, waarbij ca. 100.000 granaten werden afgevuurd. Aan het slot van de beschieting werden ook de fosgeengranaten afgevuurd. Vervolgens werd opnieuw geschoten met normaal granaatvuur tot 's morgens 23 juni. Om 7:00 uur begonnen de Duitse troepen hun aanval. Het dorp Fleury werd snel ingenomen, de Duitsers bereikten ook de heuvelrug Cote de Froide Terre, werden hiervan echter weer verdreven. Het Duitse offensief bleef echter steken voor Fort Souville, dat 2,7 km ten zuidwesten van fort Vaux lag en de schans Froideterre, waar de Duitsers het dak bereiken om echter door de mitrailleurkoepel te worden vernietigd.
Op 24 juni openden Brits-Franse troepen met zwaar kanonvuur de slag om de Somme. Dit dwong de Duitse legerleiding om haar zware geschut grotendeels uit de streek rond Verdun terug te trekken. Bovendien moesten de Duitsers spaarzaam met munitie omgaan. In de periode 25-30 juni slaagden de Fransen erin om stukken terrein te heroveren. De Duitsers besloten tot een poging om Fort Souville op 11 juli in te nemen. Dit werd de laatste poging van de Duitsers om alsnog een doorbraak bij Verdun te realiseren. De opmars van de Duitsers werd vroegtijdig opgemerkt door de Fransen, die door nauwkeurig vuur grote verliezen aan de Duitsers konden toebrengen. De Duitsers werden verder gehinderd door hun eigen gasgranaten, die door de westenwind onder de eigen troepen slachtoffers maakten. Toch slaagden de Duitsers erin om de bovenzijde van het fort te bereiken. Daar werden zij echter vernietigd door twee Franse compagnies, die toevallig in Souville waren gelegerd. Het was het verste punt dat de Duitsers bij Verdun zouden bereiken. Ook op 11 juli besloot generaal Falkenhayn tot een beëindiging van offensieve acties bij Verdun om de Duitsers zich op de strijd bij de Somme te laten concentreren. De Fransen konden daarop in de latere zomermaanden van 1916 overgaan tot het offensief. Gezien de strijd aan de Somme maar ook aan het Oostfront, beval Falkenhayn het afbreken van de Duitse aanval. Generaal Knobelsdorf (bevelhebber van het 5e Legerkorps) wilde echter doorzetten. De kroonprins stelde daarom aan de keizer voor Knobelsdorf te vervangen, hetgeen door de keizer werd ingewilligd.

### De Franse tegenaanval
Doordat de Duitsers op meerdere fronten moesten vechten, waren zij tot een defensievere strategie bij Verdun gedwongen. Het Franse opperbevel besloot daarom tot een tegenaanval om de verloren gebieden en de forten Douaumont en Vaux te heroveren. Generaal Nivelle koos voor een 'vuurwals' aanval, waarbij de infanterie kort achter de inslagrij van de eigen granaten oprukt. Hierdoor konden stukken terrein worden veroverd doordat de vijandelijke infanterie niet tot inzet kon komen. Dit concept werd door de Fransen geoefend bij Bar-le-Duc met een nagebouwd aanvalsgebied.
Vanaf 19 oktober begonnen de Fransen met een uitgebreide beschieting, onder andere met 40 cm mortieren. Op 24 oktober begon het echte offensief met acht divisies over een breedte van 7 km.

#### Herovering Fort Douaumont
Al op 24 oktober 1916 rukten de Fransen op tot het dorp Douaumont. De Duitse verdediging bestaande uit reservetroepen werd snel uitgeschakeld.

#### Herovering van Fort Vaux
Het fort werd weer ingenomen door de Fransen op 2 november 1916 zonder gevecht. Een Franse patrouille naderde het fort, zag dat het verlaten was door de Duitsers omdat de positie onhoudbaar was.

## Verbeteringswerkzaamheden na de herovering
Op basis van een nota van 6 augustus 1916 werden de volgende algemene verbeteringen aan de forten aangebracht:
1. Onderaards (8-15 m diep) werden kazernes en gangen aangelegd.
2. Pamart-kazematten werden aangelegd (niet bij Fort Vaux).
3. Mitrailleurkazematten werden geplaatst op de keelfaçades van het fort.
4. Ventilatoren werden geplaatst tegen strijdgassen en kruitdampen.
5. De grondlaag boven het fort werd dikker gemaakt.

Verder werd de bevelvoering bij het fort zelf gelegd (en niet centraal). Tevens zou het fort niet mogen dienen als rustplaats voor doorgaande troepen, zulks vooral om de watervoorraad op peil te houden.